# Ralph Maxwell Lewis
Ralph Maxwell Lewis 1904. február 14-én, délelőtt 10:30-kor született New York-ban Harvey Spencer Lewis és Mollie Goldsmith Lewis fiaként és a Rózsakeresztes rend, AMORC Imperátora volt 1939-től 1987-ig. Számos miszticizmusról szóló könyv írója, melyek legtöbbje beszerezhető az AMORC-tól.

## Korai évek és tanulmányai
1909. január 27-én született meg testvérhúga, Vivian Sybil Lewis. Ralph M. Lewis tanulmányait New York-ban kezdte, de édesanyja 1913-ban bekövetkezett halála után apja New Jersey államba küldte rokonokhoz és hogy a katonai akadémián tanuljon. 1914-ben apja újra megházasodott, elvette Marta Morfiert, akitől Ralphnak két féltestvére született, 1915-ben öccse, Earle Cromwell Lewis, míg 1917-ben Madeleine Lewis nevű húga. 1918-ban a család elköltözött San Franciscóba, Kalifornia államba, ahova Ralph iskolái elvégeztével, 1919-ben követte őket. Itt kezdte meg jogi és számviteli tanulmányait 1919-ben. 1923. március 28-án házasságot kötött Gladys Natishna Hammerrel, aki 1978-ban bekövetkezett tranzíciójáig állt mellette hű társaként.

## Az imperátori címig tartó út
Ralph M. Lewis 1921. február 6-án – különleges engedéllyel, betöltött 17 éves életkora előtt 8 nappal – lépett be a Rendbe. Különböző filozófiai megközelítések, gondolkodásmódok lelkiismeretes és  szisztematikus tanulmányozásába fogott, tisztségeket vállalt, mígnem 1924 márciusában az AMORC Legfelsőbb Titkárává választották. 1927 július-augusztus hónapjaiban Európába látogatott és a következő országokat érintette: Anglia, Franciaország, Németország, Ausztria, Csehszlovákia, Olaszország, Hollandia és Svájc. 1934-ben, majd később, 1943-ban is megmászta a – az őslakos klamath indiánok által szentnek tartott – Shasta-hegy nyugati oldalát. A FUDOSI-ban, azaz a Beavató Rendek és Társaságok Egyetemes Szövetségében "Sar Validivar" misztikus néven volt ismert és e szervezet második gyűlésén, 1936 szeptemberében kapta meg martinista beavatását és lett tagja a Martinista és Szinarchikus Rendnek (OM&S).

## Imperátori tevékenysége
1939. augusztus 12-én, apja tranzíciója után, az AMORC Legfelsőbb Nagypáholyának Igazgató Tanácsa Imperatorrá választotta. Szeptember 1-jén, a Második világháború kitörésének napján, az Augustin Chaboseau Nagymester által vezetett Tradicionális Martinista Rend (T.M.O.) frissen beavatott tagjaként feladatul kapta a martinizmus megalapítását az Amerikai Egyesült Államokban. 1946 július-augusztusában Brüsszelben részt vett a FUDOSI tanácskozásán, melynek célja a rózsakeresztes csoportok háború utáni helyreállítása, újraindítása volt. Sorra alakultak újjá az európai rózsakeresztes szervezetek (számos már az AMORC égisze alatt), ám e szövetség végül feloldhatatlan nézetkülönbségek miatt 1951-ben feloszlott.
1956 nyarán megalapította a Portugál-nyelvű Nagypáholyt Brazíliában és a nemzetközivé terebélyesedett szervezet vezetése egyre több utazást, személyes részvételt követelt tőle a világ számos pontján. 1966-ban új épületet építtetett a Rózsakeresztes Egyiptomi Múzeum számára. 1971-ben új igazgatási épületet avatott fel a Rózsakeresztes Parkban.
Imperátori tisztségét Legnagyobb Beavatásáig, az 1987. január 12-én bekövetkezett tranzíciójáig töltötte be. Emléke és munkássága – apjához hasonlóan – meghatározó jelentőségű az AMORC történetében. Az AMORC akkori alelnökeként és barátként Cecil A. Poole tartotta a munkásságát és személyét méltató beszédet a búcsúztató szertartásán.

## Könyvei
- Ralph M. Lewis: Along Civilization's Trail (A civilizáció nyomában). (angolul) San José (Kalifornia): AMORC Legfelsőbb Nagypáholy. 1940.
- Ralph M. Lewis: Behold the Sign (Íme a jel): Ancient Symbolism (Ókori szimbolizmus). (angolul) San José (Kalifornia): AMORC Legfelsőbb Nagypáholy. 1944.
- Ralph M. Lewis: The Sanctuary of Self (Az önvaló szentélye). (angolul) San José (Kalifornia): AMORC Legfelsőbb Nagypáholy. 1948.
- Ralph M. Lewis: The Conscious Interlude (Tudatos közjáték). (angolul) San José (Kalifornia): AMORC Legfelsőbb Nagypáholy. 1957.
- Ralph M. Lewis: Cosmic Mission Fulfilled (Kozmikus küldetés teljesítve). (angolul) San José (Kalifornia): AMORC Legfelsőbb Nagypáholy. 1966.
- Validivar: Whisperings of Self (Az elme suttogása). (angolul) San José (Kalifornia): AMORC Legfelsőbb Nagypáholy. 1969.
- Ralph M. Lewis: Yesterday Has Much To Tell (A tegnapnak sok mondanivalója van). (angolul) San José (Kalifornia): AMORC Legfelsőbb Nagypáholy. 1973.
- Ralph M. Lewis: Mental Alchemy (Mentális alkímia). (angolul) San José (Kalifornia): AMORC Legfelsőbb Nagypáholy. 1978.
- Ralph M. Lewis: Through the Mind’s Eye (Az elme szemével). (angolul) San José (Kalifornia): AMORC Legfelsőbb Nagypáholy. 1982.
- Ralph M. Lewis: The Immortalized Words of the Past (A múlt halhatatlan üzenete). (angolul) San José (Kalifornia): AMORC Legfelsőbb Nagypáholy. 1986.

## Fordítás
- Ez a szócikk részben vagy egészben  a   Ralph Maxwell Lewis című angol Wikipédia-szócikk fordításán alapul.  Az eredeti cikk szerkesztőit annak laptörténete sorolja fel. Ez a jelzés csupán a megfogalmazás eredetét és a szerzői jogokat jelzi, nem szolgál a cikkben szereplő információk forrásmegjelöléseként.